# Tiny Osborne
Earnest Preston Osborne (9 de abril de 1893 - 5 de janeiro de 1969, em Atlanta, Estados Unidos) foi um arremessador na Major League Baseball. Ele atuou de 1922 a 1924 pelo Chicago Cubs e de 1924 a 1925 pelo Los Angeles Dodgers.